# MŠK Senec
MŠK Senec là một câu lạc bộ bóng đá Slovakia đến từ Senec. Hiện tại đội bóng thi đấu ở 4. liga (cấp độ thứ 4 trong hệ thống bóng đá Slovakia). Câu lạc bộ được thành lập năm 2014 và chỉ vận hành đội trẻ cho đến mùa hè năm 2016, đội một được hình thành và bắt đầu thi đấu ở 6. liga.